# Gorontalo
Pour les articles homonymes, voir Gorontalo (homonymie).

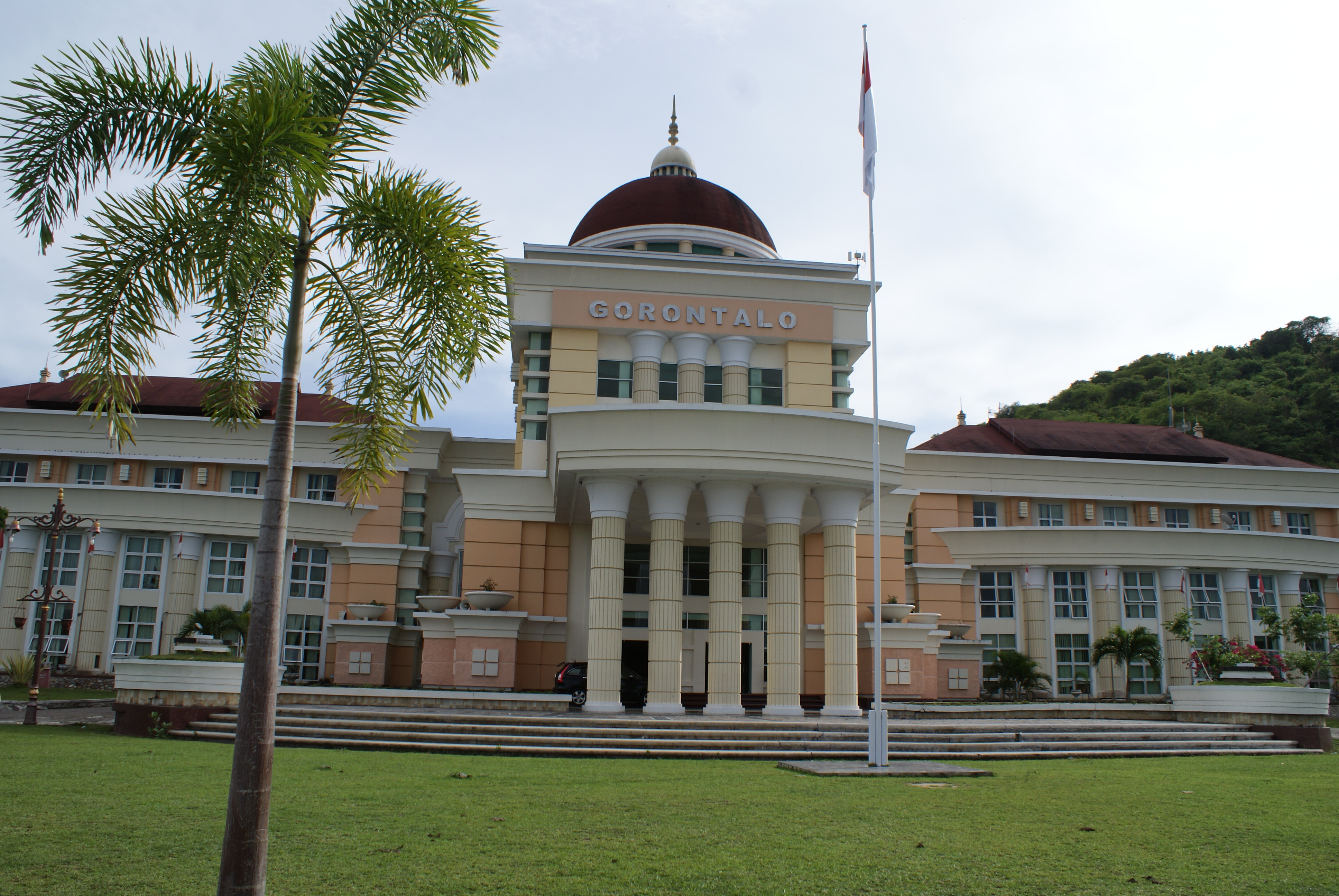
Le siège du gouvernement provincial à Gorontalo

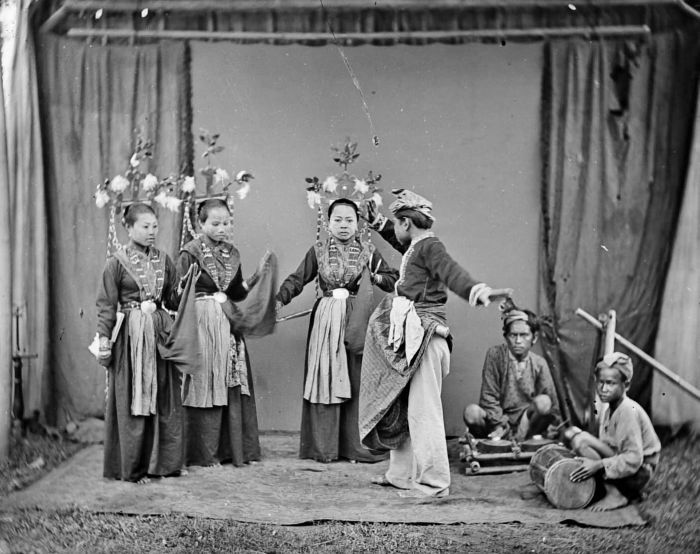
Danseuses et musiciens gorontalo vers 1870

Gorontalo (en indonésien : Gorontalo, en gorontalo : Hulontalo) est une province d'Indonésie créée en 2000 par séparation de celle de Sulawesi du Nord, devenant ainsi la 32e province de la république d'Indonésie. Elle est située dans la péninsule nord de l'île de Sulawesi.
La superficie de la province est de 12 215 km². Sa population était de 887 000 d'habitants en 2004. Sa capitale s'appelle également Gorontalo.

## Géographie
La province s'étend entre 0° 30′ et 1º de latitude nord et entre 121º et 123° 30′ de longitude est. Elle est bordée :
- Au nord, par la mer de Célèbes,
- À l'est par la province de Sulawesi Utara (Sulawesi du Nord),
- Au sud par le golfe de Tomini et
- À l'ouest par la province de Sulawesi Tengah (Sulawesi central).

## Divisions administratives
La province est divisée en cinq kabupaten :
- Boalemo (Tilamuta)
- Bone Bolango (Suwawa)
- Gorontalo (Limboto)
- Pohuwato (Marisa)
- Gorontalo du Nord (Kwandang)

et une kota :
- Gorontalo

## Démographie

### Population et langues
La majorité de la population de la province est formée par le groupe des Gorontalo. D'autres groupes peuplent la province :
- Les Bolango,
- Les Suwawa.

Les langues de ces différents groupes font partie d'un sous-groupe, dit "gorontalique", des langues grandes philippines centrales.

### Religion
|                | Quantité  | %      |
| -------------- | --------- | ------ |
| Islam          | 1 213 059 | 98,05% |
| Protestantisme | 17 793    | 1,44%  |
| Hindouisme     | 4 199     | 0,34%  |
| Catholicisme   | 1 180     | 0,10%  |
| Autres         | 954       | 0,07%  |

## Histoire
Selon la tradition, la principauté de Gorontalo aurait été fondée vers 1600. Grâce à sa position stratégique, c'est-à-dire à la fois sur le golfe de Tomini au sud et la mer de Célèbes au nord, elle devient un centre économique important, commerçant non seulement avec le royaume voisin de Bolaang Mongondow (dans l'actuelle province de Sulawesi du Nord) mais aussi avec Donggala (dans l'actuelle province de Sulawesi central).
La VOC (Vereenigde Oostindische Compagnie ou "Compagnie néerlandaise des Indes orientales") établit un poste à Gorontalo en 1667.
La région de Gorontalo était le siège de petites principautés regroupées en Pohala'a, au nombre de cinq. En 1824, le gouvernement colonial nomme auprès du souverain des Limo Lo Pohala'a ("les cinq Pohala'a") un assistent resident. En 1889, le gouvernement des Indes néerlandaises  prend directement en charge l'administration du pays Gorontalo.
À l'époque coloniale Gorontalo était, avec sa voisine Minahasa, Ambon et Lombok, une des quatre régions de l'est des Indes néerlandaises à être sous administration directe.

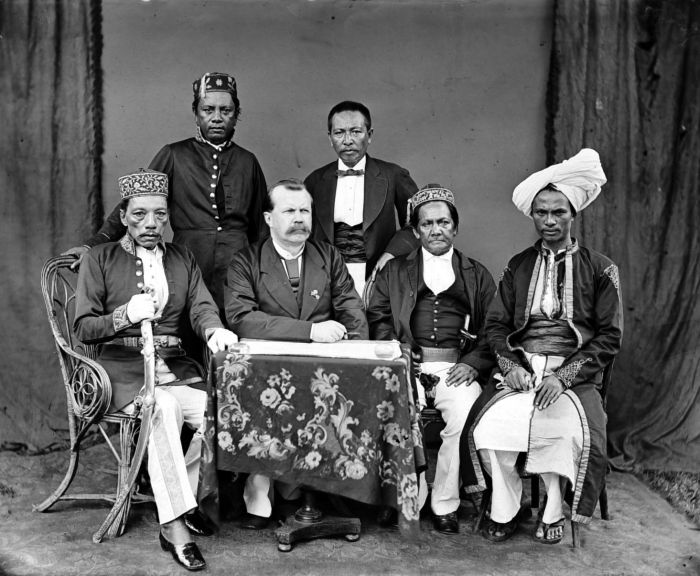
Le souverain de Gorontalo, l' assistent-resident néerlandais et des chefs indigènes (1874)

En 1942, alors que les troupes japonaises envahissent les Indes néerlandaises, Gorontalo proclame son indépendance sous la conduite de Nani Wartabone, fils du dernier roi de Gorontalo, Zakaria Wartabone (1868-1950). Cette souveraineté prendra en fin en 1944. Aujourd'hui, la province continue de hisser le drapeau indonésien à cette date.
Lors de la rébellion séparatiste de la Permesta à Sulawesi du Nord en 1956, la population de Gorontalo a affirmé son désir de rester dans la république d'Indonésie.

## Tourisme

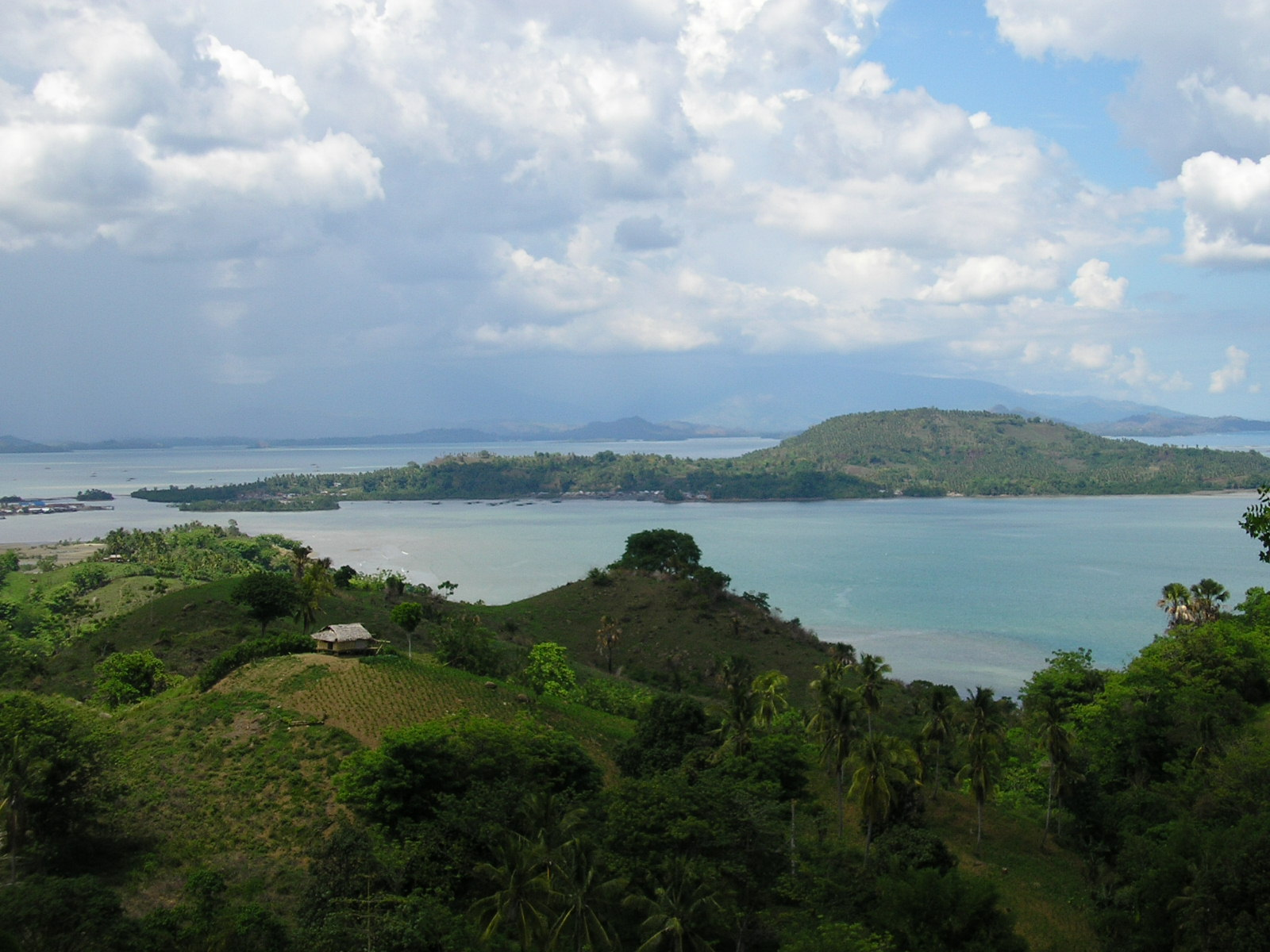
La région de Kwandang près de Gorontalo

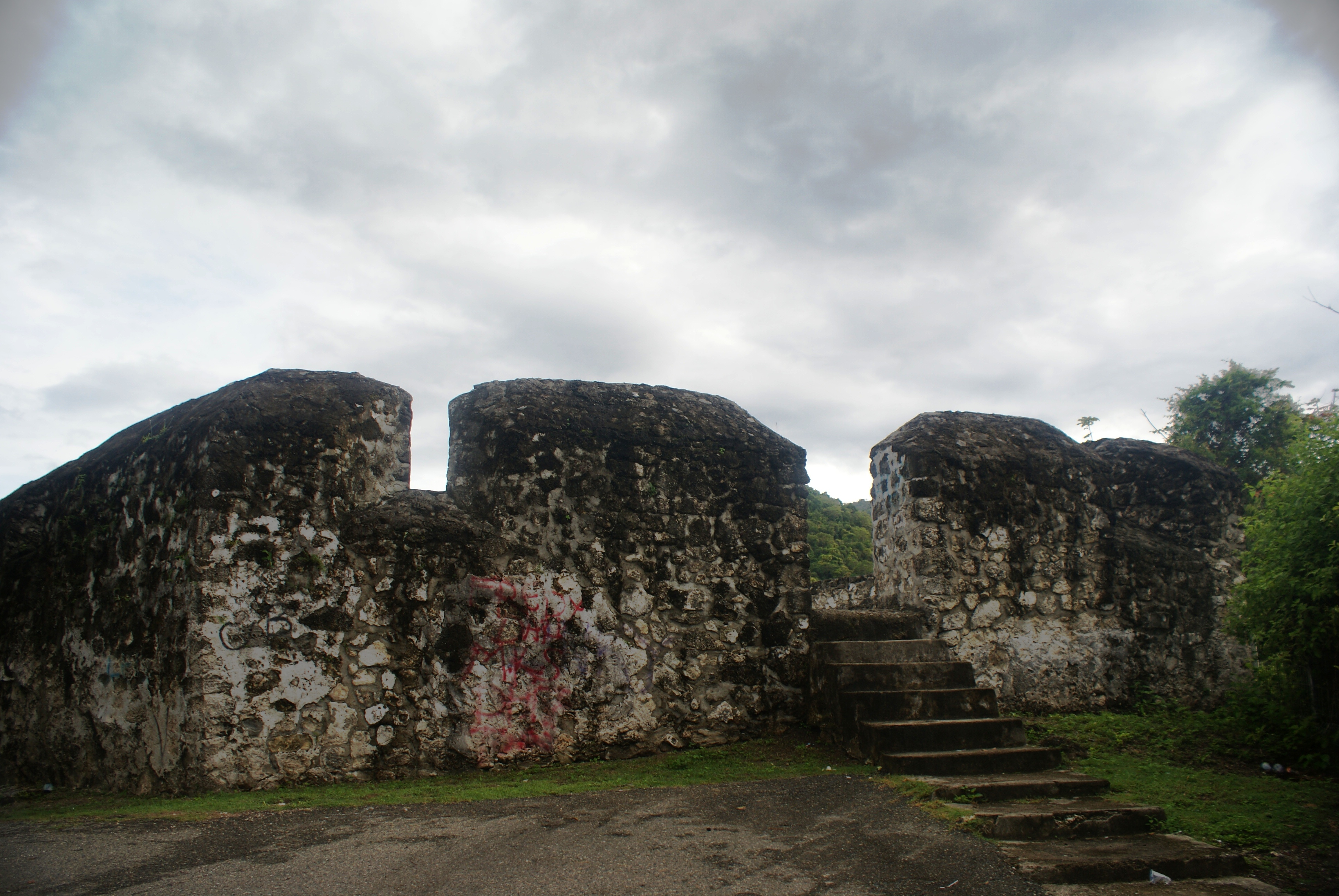
Le fort Otanaha

Gorontalo est le point d'embarquement pour les îles Togian.
Pour se rendre à Gorontalo, on peut soit:
- Prendre un vol Citilink de la compagnie nationale Garuda Indonesia ou de Pelita Air depuis Makassar à Sulawesi du Sud, soit
- Prendre un vol Merpati depuis Manado à Sulawesi du Nord (elle-même reliée à Singapour par la compagnie Silk Air une filiale de Singapore Airlines, et à Davao aux Philippines par Merpati), soit encore
- Prendre un car à Manado pour un trajet de 10 heures avec la compagnie "Fajar Indah".

L'aéroport est sécurisé bien qu'un avion y ait percuté une vache en août 2013 .
La ville elle-même est charmante, propre et agréable, avec ses belles constructions coloniales. Un peu à l'écart de la ville, sur une colline dans le village de Dembe, se trouve l'ensemble fortifié d'Otanaha, constitué de 3 forts : Otanaha, Otahiya et Ulupahu, que l'on date de l'époque du roi Ilato (règne 1505-85).
Le parc national Bogani Nani Wartabone, nommé d'après le fils du dernier roi de Gorontalo, avec une superficie de 287 115 hectares, est la plus grande zone protégée de Sulawesi. La forêt tropicale couvre 60 % du parc, qui abrite des espèces menacées comme l'anoa, le babiroussa, trois espèces de macaques ainsi que 19 espèces d'oiseaux menacées.